# Heliotropium inconspicuum
Heliotropium inconspicuum är en strävbladig växtart som beskrevs av Reiche. Heliotropium inconspicuum ingår i Heliotropsläktet som ingår i familjen strävbladiga växter. Inga underarter finns listade i Catalogue of Life.